# (4427) Burnashev
(4427) Burnashev est un astéroïde de la ceinture principale. Il est nommé en l'honneur de l'astronome soviétique Bella Bournacheva.

## Description
(4427) Burnashev est un astéroïde de la ceinture principale. Il fut découvert le 30 août 1971 à Naoutchnyï par Tamara Smirnova. Il présente une orbite caractérisée par un demi-grand axe de 3,03 UA, une excentricité de 0,10 et une inclinaison de 8,9° par rapport à l'écliptique.

## Compléments